# Shameless (Camila Cabello)
Shameless è un singolo della cantante statunitense Camila Cabello, pubblicato il 5 settembre 2019 come terzo estratto dal secondo album in studio Romance.
Il brano è stato scritto dalla stessa cantante insieme a Ali Tamposi, Andrew Wotman, Jonathan Bellion, Jordan Johnson e Stefan Johnson, e prodotto da Wotman e Bellion con gli ultimi due, in arte The Monsters and the Strangerz.

## Video musicale
Il video musicale, diretto da Henry Scholfield, è stato pubblicato il 5 settembre 2019 sul canale Vevo della cantante.

## Tracce
1. Shameless – 3:42

## Classifiche
| Classifica (2019) | Posizione massima |
| ----------------- | ----------------- |
| Australia         | 62                |
| Austria           | 63                |
| Belgio (Fiandre)  | 65                |
| Canada            | 40                |
| Croazia           | 94                |
| Germania          | 95                |
| Grecia            | 15                |
| Irlanda           | 36                |
| Lituania          | 20                |
| Portogallo        | 52                |
| Regno Unito       | 50                |
| Repubblica Ceca   | 58                |
| Singapore         | 23                |
| Slovacchia        | 50                |
| Stati Uniti       | 60                |
| Svizzera          | 71                |
| Ungheria          | 23                |